# Пакана-Кальдера
Пакана-Кальдера, Ла Пакана-Кальдера, (англ. La Pacana Caldera) — кальдера супервулкану в регіоні Антофагасти, Чилі. Розміри 70х35 км. Виверження супервулкану, яке відбулося 4 млн років тому, мало найвищий експлозивний індекс VEI = 8. Вулканічні маси оціночно становили 2500 куб.км.